# Kościół św. Andrzeja w Hildesheimie
Kościół św. Andrzeja w Hildesheimie (niem. St. Andreaskirche zu Hildesheim) – kościół luterański położony w Hildesheimie. Pełni funkcję kościoła parafialnego parafii St.-Andreas-Gemeinde Hildesheim. Zbudowany w XIV i XV wieku w stylu gotyckim na miejscu wcześniejszego kościoła romańskiego. Jego widoczna z daleka, mierząca 114.50 m wieża, jest najwyższą wieżą kościelną w Hildesheimie i w całej Dolnej Saksonii.

## Historia
Na miejscu obecnego kościoła stała zbudowana w XII wieku trzynawowa romańska bazylika. W 1389 mieszczanie Hildesheim rozpoczęli budowę trzynawowego, gotyckiego kościoła pod wezwaniem św. Andrzeja. Rozmiary kościoła i jego wyposażenie miały świadczyć o dumie i zamożności mieszkańców miasta, które swój dochód czerpało z położenia na przecięciu się dwóch głównych szlaków handlowych. Budowniczym świątyni był prawdopodobnie Peter Parler lub któryś z jego uczniów. Wzorem architektonicznym nowego kościoła mogła być, nie licząc katedr francuskich, katedra św. Wita w Pradze. Budowa kościoła trwała ponad sto lat, a biorąc pod uwagę położenie kamienia węgielnego pod odbudowę wieży 10 listopada 1883 roku (z okazji 400. rocznicy urodzin Marcina Lutra) – prawie pięciuset lat. Budowa była wiele razy przerywana; na przeszkodzie stawały wojny, konflikty, brak materiałów budowlanych i środków finansowych oraz zarazy. 
Reformacja dotarła do Hildesheimu w 25 lat po tym, jak Marcin Luter przybił swoje 95 tez na drzwiach kościoła w Wittenberdze. 1 września 1542 roku przyjaciel i współpracownik Lutra, Jan Bugenhagen wygłosił w kościele św. Andrzeja, po raz pierwszy w Hildesheimie, kazanie protestanckie. Jego tematem był ustęp z Ewangelii św. Marka: „Nawracajcie się i wierzcie w Ewangelię!” (Mk 1,15). Pobyt Bugenhagena upamiętnia nowoczesna fontanna na zewnątrz kościoła.
Po niszczycielskim ataku bombowym 22 marca 1945 roku kościół został całkowicie spalony. W latach 1956–1965 został odbudowany i 29 sierpnia 1965 roku uroczyście poświęcony, jako ostatni ze zniszczonych kościołów Hildesheimu.

## Architektura

### Wnętrze
Wejście do wnętrza prowadzi przez drzwi fasady zachodniej, w której zachowały się pozostałości romańskiego westwerku z roku 1140. Nawa główna, wysoka na 28,60 m, przykryta jest sklepieniem gwiaździstym. Nawy boczne łączą się z przodu w wieniec pięciu kaplic otaczających przestrzeń wokół ołtarza. Wystrój rzeźbiarski tej przestrzeni jest dziełem Ulricha Henna.

### Wieża
Wieża kościelna została udostępniona publiczności w marcu 1995 roku. Znajduje się na niej platforma widokowa, do której prowadzą 364 stopnie schodów. W wieży wiszą cztery dzwony, z których trzy pochodzą z byłych niemieckich terenów na wschodzie. Najcięższy i najstarszy dzwon, 3-tonowy Osanna pochodzi z kościoła Mariackiego w Gdańsku, gdzie w 1632 roku został odlany, a po drugiej wojnie światowej wywieziony do Hildesheimu.